# Strategy First
Strategy First es una empresa distribuidora de videojuegos de estrategia canadiense fundada en 1988 con sede en Montreal. Sus juegos más conocidos son Disciples: Sacred Lands, Jagged Alliance, O.R.B: Off-World Resource Base, Space Empires y Hearts of Iron.

## Juegos
- Futbol Deluxe
- 1914 Shells of Fury
- Bad Rats: The Rats' Revenge
- Brigade E5: New Jagged Union
- Clusterball
- Culpa Innata
- Dangerous Waters
- Darkstar: The Interactive Movie
- Disciples: Sacred Lands
- Disciples II: Dark Prophecy
- Enemy Engaged 2
- Europa Universalis
- Galactic Civilizations
- Hearts of Iron
- Jagged Alliance
- Jagged Alliance 2
- Kohan: Immortal Sovereigns
- Legion Arena
- Making History: The Calm & The Storm
- O.R.B: Off-World Resource Base
- Perimeter 2: New Earth
- Robin Hood: The Legend of Sherwood
- Space Empires IV
- Space Empires V
- Sudden Strike
- Supreme Ruler 2010
- Timelines: Assault on America
- World Basketball Manager
- World War II Online